# Sebastian Cabot (Schauspieler)
Charles Sebastian Thomas Cabot (* 6. Juli 1918 in London; † 22. August 1977 in North Saanich, British Columbia, Kanada) war ein britischer Schauspieler.

## Leben
Sebastian Cabot wuchs in London auf. Im Alter von 14 Jahren brach er die Schule ab. Später arbeitete er unter anderem als Koch und war drei Jahre als Ringer aktiv, bevor er den Sport wegen einer Verletzung aufgeben musste.
Mit seiner Frau Kathleen, mit der er seit 1940 verheiratet war, hatte er die beiden Töchter Annette (* 1952) und Yvonne und den Sohn Christopher (* 1955); Annette und Christopher sind ebenfalls Schauspieler.
Seine letzten Lebensjahre verbrachte er im kanadischen Sydney. 1974 erlitt Cabot einen ersten Schlaganfall, der seine Karriere als Schauspieler abrupt beendete. Er starb 1977 nach einem weiteren Schlaganfall. Sein Grab befindet sich im Urnengarten des Westwood Village Memorial Park Cemetery in Los Angeles; im selben Bereich wurde auch Brian Keith, der in Lieber Onkel Bill die Hauptrolle spielte, beerdigt.

## Karriere
Den ersten Auftritt – namentlich unerwähnt – hatte Cabot 1935 in Foreign Affaires. Seine erste größere Rolle spielte er im Film Geheimagent von Alfred Hitchcock. In den folgenden Jahren war er in mehreren britischen Kinofilmen zu sehen, zumeist aber nur in kleineren Rollen. Im Zweiten Weltkrieg trat er zur Unterhaltung alliierter Soldaten auf. Nach Kriegsende wechselte Cabot ins Theaterfach und spielte unter anderem in dem Stück Love for Love mit. Sein Bühnenengagement war jedoch nur von kurzer Dauer und schon bald verlegte er sich wieder aufs Schauspielern in Filmen.
1947 zog Cabot nach Hollywood, um seine Karriere zu forcieren. Zunächst blieb er jedoch auf Nebenrollen beschränkt. 1954 hatte er in einer italienischen Verfilmung von Romeo und Julia einen Auftritt als Lord Capulet. In dem Disney-Western Zug der Furchtlosen (1956) hatte er eine größere Rolle. 1960 war er in George Pals H.-G.-Wells-Verfilmung Die Zeitmaschine zu sehen, und 1963 spielte er neben Vincent Price in einem Segment des Horrorfilms Das Gift des Bösen.
Parallel zu seiner Filmkarriere begann er ab Mitte der 1950er Jahre auch in TV-Produktionen mitzuwirken. Zunächst hatte er aber nur verschiedene Gastauftritte (so in Twilight Zone und Rauchende Colts). Die erste große TV-Rolle bekam er an der Seite von Doug McClure in der Serie Checkmate, in der er in 70 Folgen zu sehen war. Seine bekannteste Rolle spielte er in der Serie Lieber Onkel Bill, in der er fünf Jahre lang den Butler „Giles French“ verkörperte. Weil er weiterhin Kinofilme drehte, wurde er zeitweilig von John Williams vertreten, der Giles Bruder Nigel spielte.
Cabot war auch als Synchronsprecher tätig und lieh seine Stimme verschiedenen Zeichentrickfiguren in Walt-Disney-Filmen. Von diesen Rollen waren die des Panthers „Baghira“ in Das Dschungelbuch und des Erzählers in den Winnie-Puuh-Filmen sicher die bekanntesten. In den deutschen Fassungen übernahm jeweils Joachim Cadenbach diese Parts.
Darüber hinaus veröffentlichte er 1967 das Album Sebastian Cabot, actor/Bob Dylan, poet, auf dem er Lieder von Bob Dylan in Sprechweise rezitierte.

## Filmografie (Auswahl)

### Kino
- 1936: Geheimagent (Secret Agent)
- 1941: Pimpernel Smith
- 1943: Old Mother Riley: Overseas
- 1946: Othello
- 1947: Sträfling 3312 (They Made Me A Fugitive)
- 1948: Der Spielteufel (Third Time Lucky)
- 1949: Der Meisterdieb von Paris (The Spider and the Fly)
- 1949: Geheimwelle 505 (Dick Barton Strikes Back)
- 1951: Entführung ins Glück (The Wonder Kid)
- 1952: Ivanhoe – Der schwarze Ritter (Ivanhoe)
- 1953: Der Schlüssel zum Paradies (The Captain’s Paradise)
- 1954: Romeo und Julia (Romeo and Juliet)
- 1956: Zug der Furchtlosen (Westward Ho The Wagons!)
- 1957: Massaker (Dragoon Wells Massacre)
- 1957: Der Einäugige (Black Patch)
- 1958: Sturm über Texas (Terror in a Texas Town)
- 1959: Hügel des Schreckens (The Angry Hills)
- 1960: Sieben Diebe (Seven Thieves)
- 1960: Die Zeitmaschine (The Time Machine)
- 1963: Das Gift des Bösen (Twice-Told Tales)
- 1965: Das Familienjuwel (The Family Jewels)

### Fernsehen
- 1956–1957: Die seltsamen Abenteuer des Hiram Holliday (The Adventures of Hiram Holliday, Fernsehserie, 3 Folgen)
- 1960–1962: Checkmate (Fernsehserie, 70 Folgen)
- 1962: The Beachcomber (Fernsehserie, 39 Folgen)
- 1966–1971: Lieber Onkel Bill (Family Affair, Fernsehserie, 130 Folgen)
- 1972: Teufelskreis der Angst (Circle of Fear, Fernsehserie, 14 Folgen)
- 1973: Miracle on 34th Street (Fernsehfilm)

### Synchronsprecher/Erzähler
- 1962: The Flood, Stimme von Noah
- 1963: Die Hexe und der Zauberer (The Sword in the Stone), Stimme von Sir Ector
- 1966: Winnie Puuh und der Honigbaum (Winnie the Pooh and the Honey Tree), Erzähler
- 1967: Das Dschungelbuch (The Jungle Book)
- 1968: Winnie Puuh und das Hundewetter (Winnie the Pooh and the Blustery Day), Erzähler
- 1974: The City That Forgot About Christmas, Sprechrolle
- 1974: Winnie Puuh und Tigger dazu (Winnie the Pooh and Tigger Too), Erzähler
- 1977: Die vielen Abenteuer von Winnie Puuh (The Many Adventures of Winnie the Pooh), Erzähler

## Auszeichnungen
- 1975: Grammy in der Kategorie Beste Aufnahme für Kinder (Best Recording For Children) für Winnie the Pooh and Tigger Too